# Quartier Tirlet
La  cité administrative Tirlet  est un ensemble de bâtiments situées à Châlons-en-Champagne, en France.

## Localisation
L'entrée de la cité administrative se fait par la rue de la Charrière et l'allée saint-Jean.

## Histoire
Le nom vient du général, député et organisateur des places fortes Louis Tirlet, homme de la région.

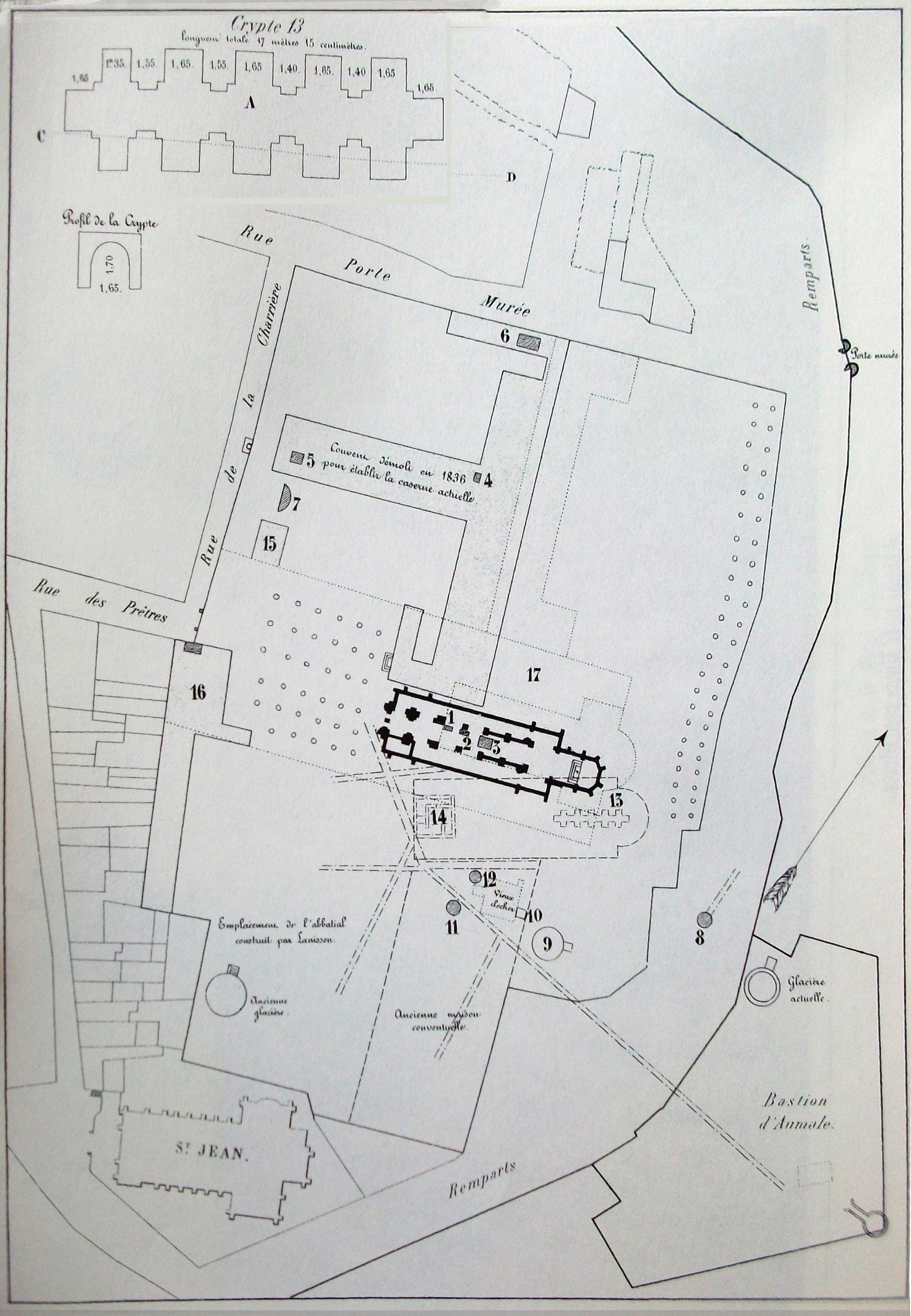
Carte de la cité avec les emprises du temple de Jupiter, de l'abbaye, de la caserne et des fortifications.

Depuis le Moyen Âge, le site était occupé par l'abbaye de Saint-Pierre-aux-Monts qui fut dissoute par la Révolution française. L'actuelle cité est une construction de 1826 à 1838 derrière le bastion d'Aumale et la muraille de la ville pour accueillir une caserne. Inscrit aux Monuments historiques depuis 1994 pour heberger des services de l'État (académie), des associations et des services techniques de la ville.

## Images

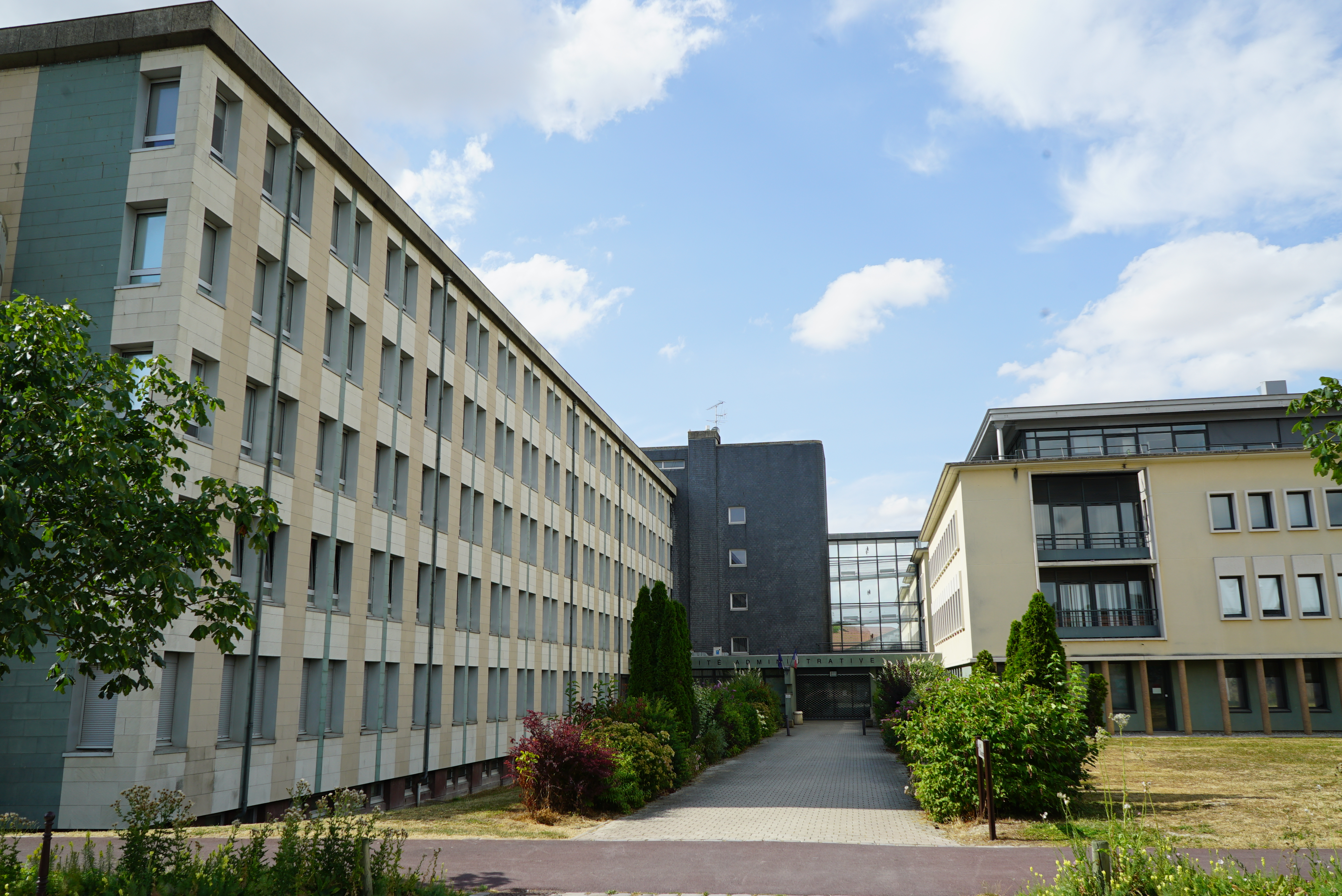
Bâtiments modernes.
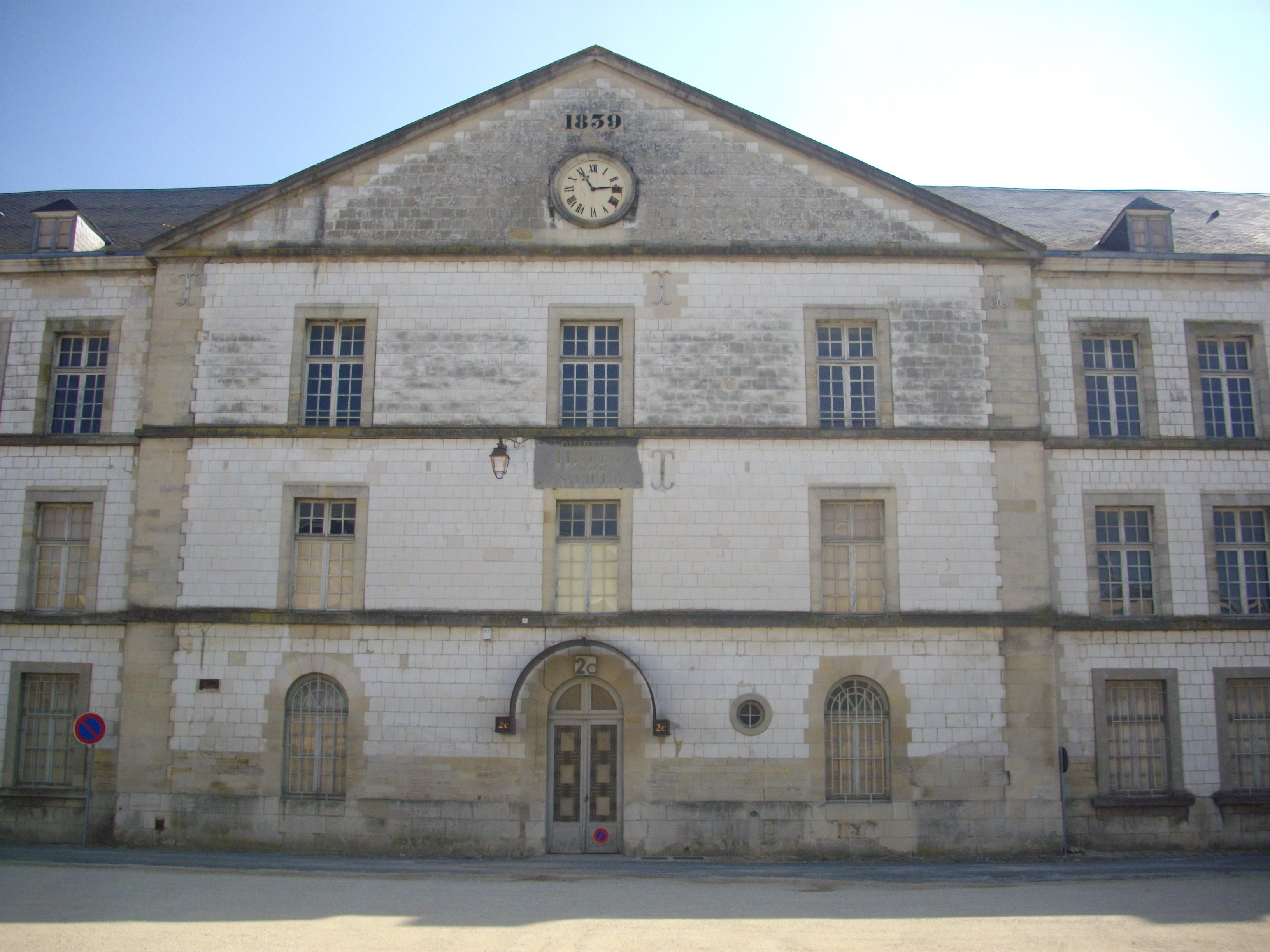
Façade.
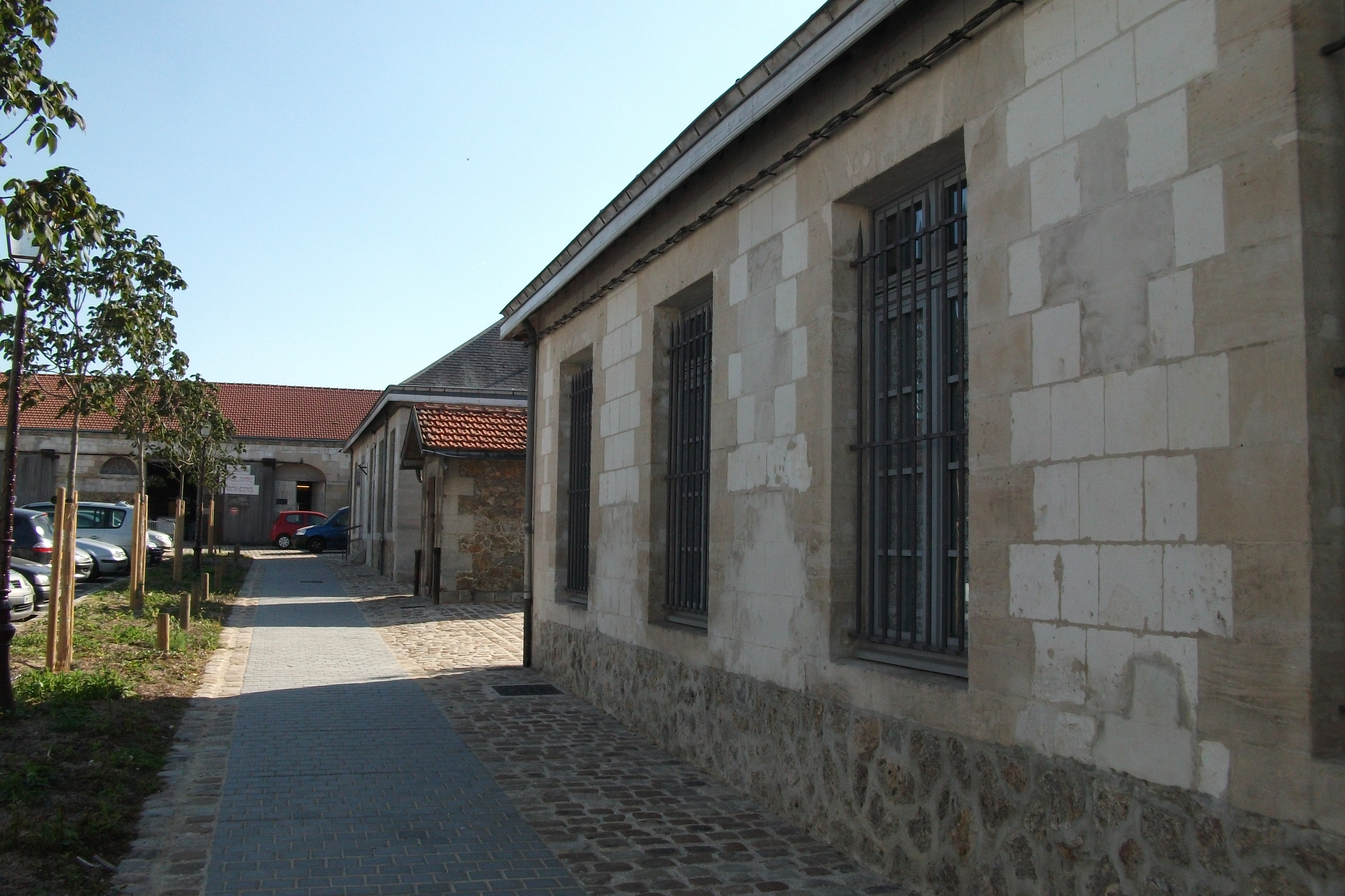
Infirmerie.
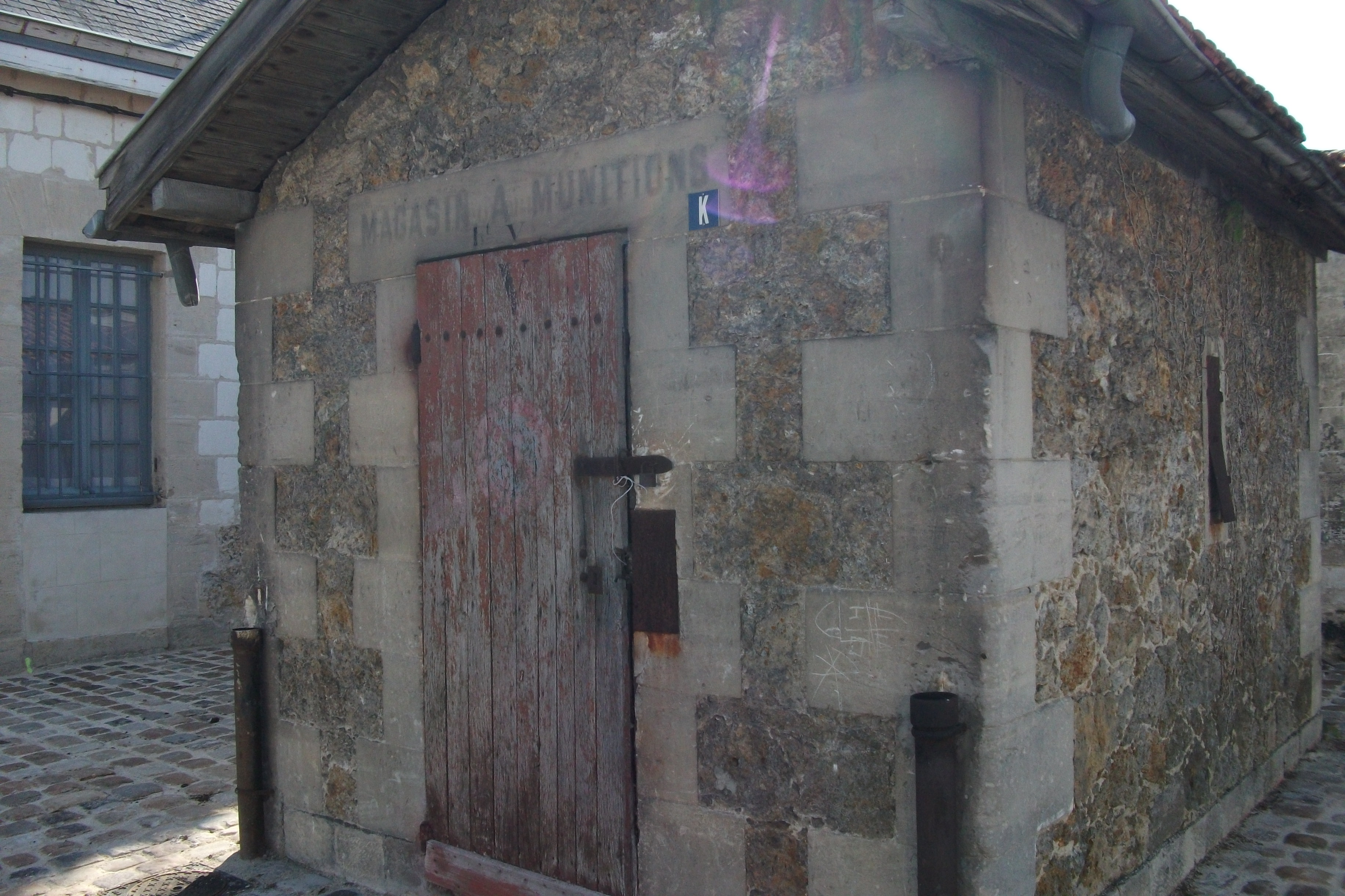
Magasin à munitions.
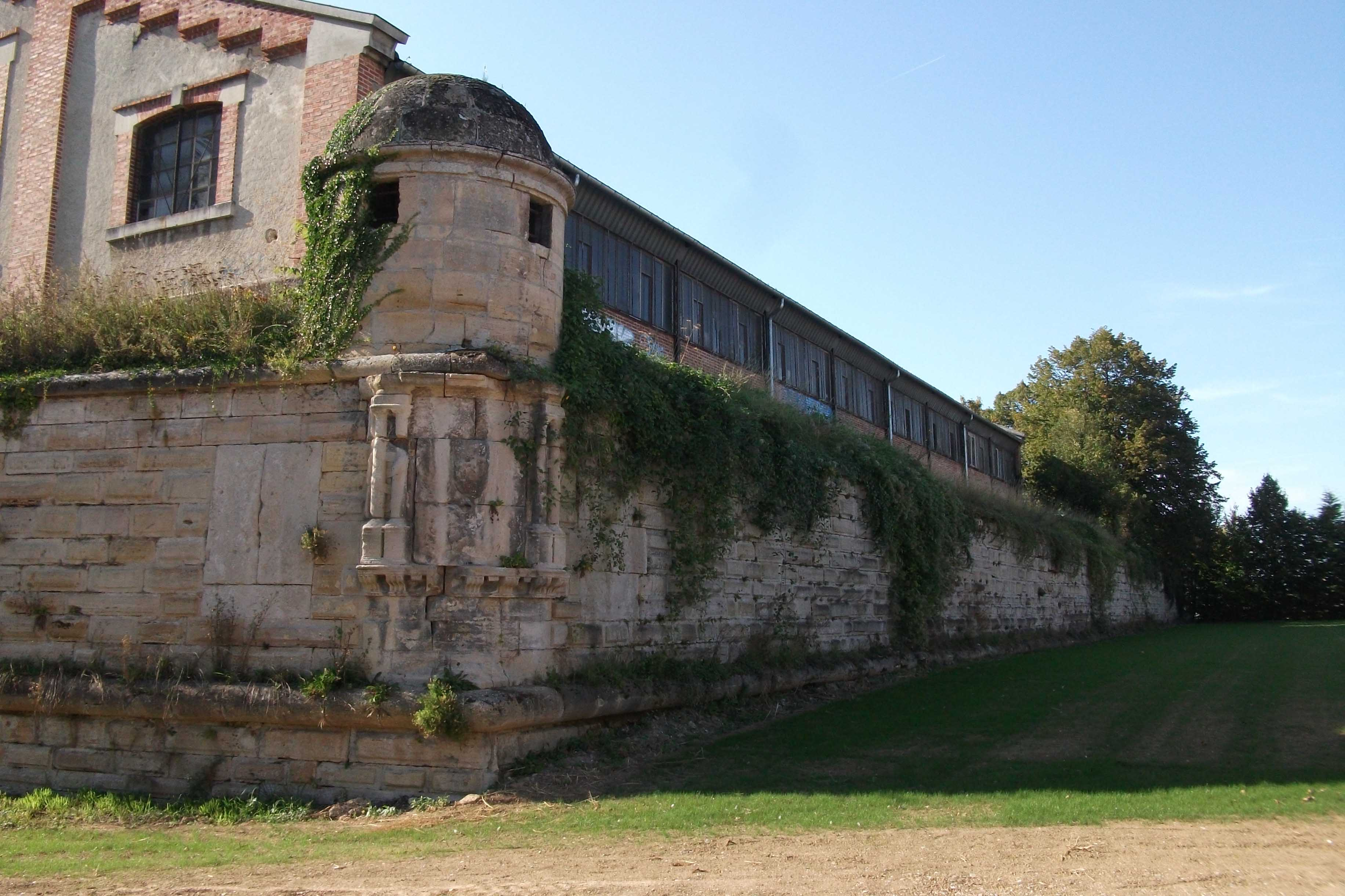
Bastion d'Aumale.